# Viveca Lindfors

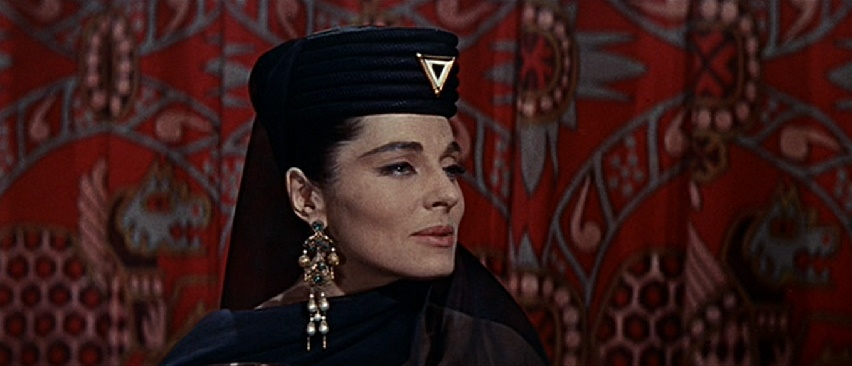
Viveca Lindfors i The Story of Ruth från 1960.

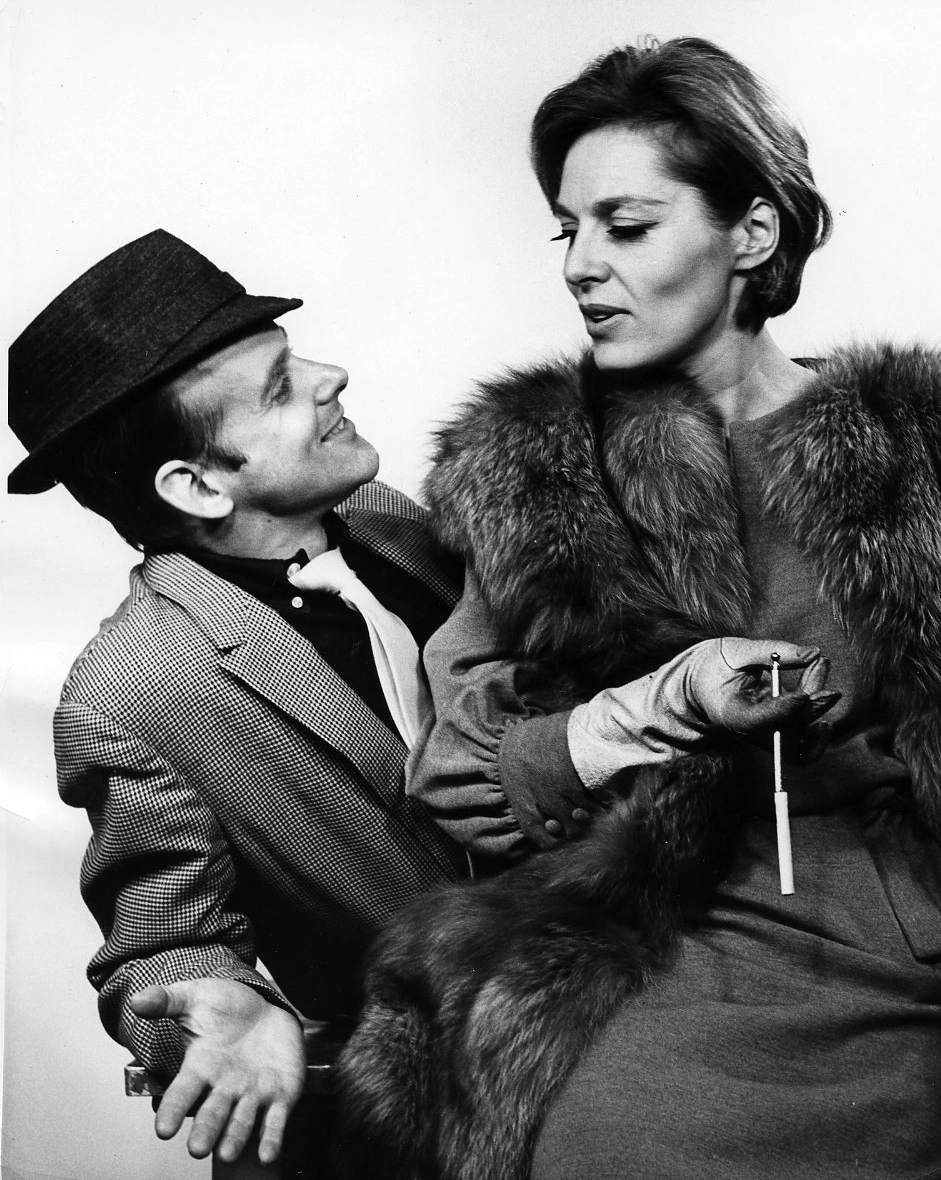
Viveca Lindfors med Bob Fosse, 1963.

Elsa Viveca Torstensdotter Lindfors, född 29 december 1920 i Uppsala, död 25 oktober 1995 i Uppsala, var en svensk-amerikansk skådespelare. Hon var bosatt på Manhattan i New York men avled i sin födelsestad under en turné med en Strindberg-föreställning.

## Biografi
Viveca Lindfors var dotter till bokförläggaren Torsten Lindfors och Karin Lindfors, född Dymling. Hon genomgick Lyceum för flickor och studerade därefter vid Dramatens elevskola 1938–1941. Hon fick sin första uppmärksamhet i samband med en elevuppsättning av Terence Rattigans Diana går på jakt på Nya teatern 1940. Hon var 1941–1942 anställd vid Dramatiska teatern, där hon fick erkännade för sina roller som bruden i Federico García Lorcas Blodsbröllop 1944 och Olivia i Trettondagsafton 1946. Hon filmdebuterade i en komedi 1940 och fick sitt genombrott 1941 i filmen Tänk om jag gifter mig med prästen och spelade under 1940-talet i många stora svenska filmer, exempelvis Appassionata, Anna Lans och Singoalla. År 1942 medverkade hon även i två italienska filmer. Hon åkte samtidigt till Hollywood och skrev kontrakt med Warner Brothers den 25 februari 1946. Det blev totalt 73 biofilmer, men hon spelade även teater på Broadway i New York. Debuten där skedde 1955 med titelrollen i dramat Anastasia, som blev en stor konstnärlig framgång.
Viveca Lindfors var påverkad av method acting (metodskådespeleri) och arbetade med sin man George Tabori enligt en gestaltterapeutisk modell. I början av 1960-talet fick hon pris som bästa kvinnliga skådespelare vid filmfestivalen i Berlin och ett hederspris vid filmfestivalen i Venedig. År 1966 grundade hon en teaterfestival i Stockbridge, där hon blev konstnärlig ledare. Lindfors var även med i flera TV-pjäser och var yrkesverksam fram till sin död.
Hennes självbiografi heter "Viveka… Viveca" och är utgiven både på svenska och på engelska.
Hon gjorde ett mycket uppmärksammat TV-framträdande i svensk TV den 19 februari 1983 i programmet Här är ditt liv.

## Privatliv
Viveca Lindfors var gift första gången 1941–1944 med filmregissören Harry Hasso (då fortfarande Hartnagel), andra gången 1944–1949 med advokaten Folke Rogard, tredje gången 1949–1953 med filmregissören Don Siegel och fjärde gången 1954–1972 med regissören George Tabori. Barnen John född 1943 i första giftet, Lena född 1944 i andra giftet och Kristoffer född 1952 i tredje giftet antog styvfaderns efternamn Tabori. De två senare är verksamma inom filmbranschen.
Under delar av 1940-talet hade Lindfors en mycket omtalad romans med Georg Rydeberg.

## Filmografi (i urval)
- 1940 – Snurriga familjen
- 1941 – Tänk, om jag gifter mig med prästen
- 1941 – I paradis ...
- 1942 – Gula kliniken
- 1942 – Morgondagens melodi
- 1943 – Anna Lans
- 1943 – Brödernas kvinna
- 1944 – Appassionata
- 1944 – Jag är eld och luft
- 1945 – Svarta rosor
- 1945 – Maria på Kvarngården
- 1945 – Den allvarsamma leken
- 1946 – I dödens väntrum
- 1948 – Don Juans äventyr
- 1949 – Singoalla
- 1950 – Mörk stad
- 1950 – Tills döden skiljer oss åt
- 1952 – Hämnaren från Sierra
- 1955 – Rid för livet
- 1955 – Slottet i skuggan
- 1958 – Jag anklagar
- 1958 – Kosackernas uppror
- 1960 – Flykten från Kemos
- 1961 – Konungarnas konung
- 1963 – De kallblodiga
- 1973 – Våra bästa år
- 1976 – De lyckligt lottade (TV-serie)
- 1977 – Tabu
- 1977 – Välkommen till Los Angeles
- 1978 – Väninnor
- 1978 – Oh, vilket bröllop!
- 1979 – Dit röster inte når
- 1979 – Linus eller Tegelhusets hemlighet
- 1980 – Innan vintern kommer (TV-serie)
- 1980 – Marilyn
- 1981 – Handen som dödar
- 1981 – Älsklingsbarnet
- 1982 – Det tredje riket
- 1982 – Creepshow
- 1984 – Tack vare doktorn
- 1985 – En säker tjej
- 1987 – En oavslutad historia
- 1989 – Flickan vid stenbänken (TV-serie)
- 1990 – Exorcisten III
- 1991 – Zandalee
- 1993 – I lagens namn (TV-serie)
- 1993 – Zelda
- 1994 – Backstreet Justice
- 1994 – Stargate
- 1995 – Run for Cover
- 1996 – I väntan på Richard

## Teater

### Roller (ej komplett)
| År   | Roll                 | Produktion                                                             | Regi              | Teater                             |
| ---- | -------------------- | ---------------------------------------------------------------------- | ----------------- | ---------------------------------- |
| 1939 | Ester, elev i skolan | Anna Sophie Hedvig Kjeld Abell                                         | Alf Sjöberg       | Dramaten                           |
| 1940 | Rote Flink           | Sanningens pärla Zacharias Topelius                                    | Rune Carlsten     | Dramaten                           |
| 1940 | Diana Lake           | Diana går på jakt (French Without Tears) Terence Rattigan              | Stig Torsslow     | Nya Teatern                        |
| 1940 | Killarney            | Morgondagens män (Key Largo) Maxwell Anderson                          | Alf Sjöberg       | Dramaten                           |
| 1940 | Mary Hackit          | Robinson och Kungen (Robinson soll nicht sterben) Friedrich Forster    | Stig Torsslow     | Dramaten                           |
| 1940 | Kersti               | Tomtefar Carlo Keil-Möller                                             | Carlo Keil-Möller | Dramaten                           |
| 1941 | Diana Lake           | Diana går på jakt (French Without Tears) Terence Rattigan              | Stig Torsslow     | Dramaten                           |
| 1941 | Josepha              | Vi skiljas (Divorçons) Victorien Sardou och Émile de Najac             | Alf Sjöberg       | Dramaten                           |
| 1941 | Katarina             | Rovdjuret Karl Ragnar Gierow                                           | Alf Sjöberg       | Dramaten                           |
| 1941 | Bessie Watty         | Nya skördar (The corn is green) Emlyn Williams                         | Carlo Keil-Möller | Dramaten                           |
| 1941 | Lilly                | Som folk är mest Herbert Grevenius                                     | Rune Carlsten     | Dramaten                           |
| 1944 | Bruden               | Blodsbröllop (Bodas de sangre) Federico Garcia Lorca                   | Alf Sjöberg       | Dramaten                           |
| 1946 | Olivia               | Trettondagsafton (Twelfth Night, or What You Will) William Shakespeare | Alf Sjöberg       | Dramaten                           |
| 1952 | Inez Cabral          | I've Got Sixpence John Van Druten                                      | John Van Druten   | Ethel Barrymore Theatre, New York  |
| 1954 | Anna                 | Anastasia Marcelle Maurette                                            | Alan Schneider    | Lyceum Theatre, New York           |
| 1956 | Cordelia             | King Lear William Shakespeare                                          | Orson Welles      | New York City Center               |
| 1963 | Vera Simpson         | Pal Joey Richard Rodgers, Lorenz Hart och John O'Hara                  | Gus Schirmer      | New York City Center               |
| 1963 | Medverkande          | Brecht on Brecht George Tabori                                         | Jackie Söderman   | Lilla Teatern                      |
| 1965 |                      | Postmark Zero Robert Nemiroff                                          | Peter Kass        | Brooks Atkinson Theatre, New York  |
| 1971 | Alice                | Dance of Death (Dödsdansen) August Strindberg                          | Alfred Ryder      | Ritz Theatre, New York             |
| 1984 | Anna                 | Anna, the Gypsy Swede Viveca Lindfors                                  | Viveca Lindfors   | Writers Theater, New York          |
| 1992 | Anna                 | Anna, the Gypsy Swede Viveca Lindfors                                  | Viveca Lindfors   | Theater for the New City, New York |
| 1993 | Anna                 | Anna, Tattarkullan (Anna, the Gypsy Swede) Viveca Lindfors             | Viveca Lindfors   | Uppsala stadsteater                |